# Баримо
Баримо је насељено мјесто у општини Вишеград, Република Српска, БиХ. Према попису становништва из 1991. у насељу је живјело 80 становника.

## Географија
Разбијеног је типа. Смјештено је на обронцима брдȃ Крижевац, Крчевина и Мандра. Атар, кроз који протиче Баримски поток, прекривен је црногоричном и бјелогоричном шумом и излази на језеро Перућац.

## Историја
Према дефтерима, у Нахији Бродар 1468/69. пописано је село Барино, са 34 домаћинства и три неожењена, а 1604. село Бариново, са 30 муслиманских домаћинстава. Приређивачи дефтера убицирају их у данашње село Баримо. Године 1711. пописана су двојица тимарлија у селу. У Другом свјетском рату погинуло је 37 цивила, од којих 13 дјеце млађе од 14 година.  Баримо је добило електричну енергију 1975. године. Спомен-чесма са именима 26 мјештана страдалих у рату 1992–1995. подигнута је 2009. године.

## Становништво
До рата 1992. у селу су живјеле породице: Бајрић, Беха, Босанкић, Гаковић, Демир, Карчић, Милошевић, Пецо, Рамић, Смајиловић, Твртковић, Херић, Чакар, Шеткић.
| Националност       | 1991.     |
| Муслимани          | 78 (100%) |
| остали и непознато |           |
| Укупно             | 78        |

| Демографија | Демографија | Демографија |
| Година      | Становника  | Становника  |
| ----------- | ----------- | ----------- |
| 1879.       | 62          |             |
| 1910.       | 84          |             |
| 1948.       | 67          |             |
| 1961.       | 107         |             |
| 1971.       | 113         |             |
| 1981.       | 110         |             |
| 1991.       | 80          |             |
| 2013.       | 14          |             |